# Trachysomus dromedarius
Trachysomus dromedarius là một loài bọ cánh cứng trong họ Cerambycidae.